# عمر إينفانت
عمر إينفانت (بالإسبانية: Omar Infante)‏ هو لاعب كرة قاعدة فنزويلي، ولد في 26 ديسمبر 1981 في بويرتو لا كروز في فنزويلا.

## وصلات خارجية
- عمر إينفانت على موقع دوري كرة القاعدة الرئيسي (الإنجليزية)
- عمر إينفانت على موقعبيزبول رفرنس.كوم (الدوري الرئيسي) (الإنجليزية)
- عمر إينفانت على موقعبيزبول رفرنس.كوم (الدوري الثانوي) (الإنجليزية)
- عمر إينفانت على موقع إي إس بي إن.كوم (أم.أل.بي) (الإنجليزية)
- عمر إينفانت على موقع مشجعي الرسوم البيانية (الإنجليزية)